# Distrito electoral de Greenview n.º 6
Greenview No. 6 (en inglés: Greenview No. 6 Precinct) es un distrito electoral ubicado en el condado de Menard en el estado estadounidense de Illinois. En el Censo de 2010 tenía una población de 934 habitantes y una densidad poblacional de 15,87 personas por km².

## Geografía
Según la Oficina del Censo de los Estados Unidos, tiene una superficie total de 58.87 km², de la cual 58.59 km² corresponden a tierra firme y (0.47%) 0.28 km² es agua.

## Demografía
Según el censo de 2010, había 934 personas residiendo en Greenview No. 6. La densidad de población era de 15,87 hab./km². De los 934 habitantes, Greenview No. 6 estaba compuesto por el 97.54% blancos, el 0.32% eran afroamericanos, el 0.32% eran amerindios, el 0.11% eran asiáticos, el 0% eran isleños del Pacífico, el 0.11% eran de otras razas y el 1.61% pertenecían a dos o más razas. Del total de la población el 1.07% eran hispanos o latinos de cualquier raza.